# Giuseppe Filippa
Giuseppe Filippa (Cravanzana, 23 marzo 1881 – Susa, 1947) è stato un pallonista italiano.

## Carriera di atleta
Filippa fu uno dei più forti e celebri pallonisti del XX secolo: atleta potente, agile, non alto ma estremamente preciso nei colpi. Era popolarissimo col soprannome Ghindo poiché sua mamma gli aveva insegnato l'esclamazione Ah, Ghindo onde evitare di urlare qualche bestemmia nella frenesìa delle competizioni agonistiche quindi il campione spesso usava tale espressione. Iniziò la carriera praticando pallapugno e quando a 17 anni esordì nello storico sferisterio Alessandro Mermet era scalzo, essendo di modesta condizione economica, ma poi solitamente calzava un paio di speciali pantofole chiuse diverse da un piede all'altro per foggia e colore nonché indossava una maglietta di cotonaccio chiusa da un cordoncino e pantaloni di tela d'Africa: dunque aveva un abbigliamento non proprio classico e usuale ma era talmente bravo che sùbito il pubblico lo acclamò riconoscendo le sue rare qualità atletiche. Dopo aver vinto tutti i maggiori tornei di pallone elastico confermandosi come migliore battitore, si dedicò al pallone col bracciale nel 1903 quando fu ingaggiato da una squadra di Torino: qui in una sola stagione realizzò ben 22 volate consecutive dal trampolino. Dal 1904 gareggiò in una squadra di Milano poi dal 1906 in un'altra di Firenze e dal 1914 in un'altra ancora di Roma. Dal 1909 gli fu dedicata una famosa canzone dialettale, composta dai suoi estimatori, che iniziava così: pompa Ghindo, daje d'oeili a to balon daje forsa o grand campiun. Le atletiche gesta di questo celeberrimo campione hanno lasciato nel ricordo dei tifosi un alone di leggenda.

## Biografia
Una volta ritiratosi dall'agonismo professionale nel 1915, grazie alla sua fama nel 1928 fu nominato rappresentante nei sindacati fascisti, poi diventò ufficiale di stato civile e conciliatore. Diresse pure l'ufficio postale di Cravanzana e nel 1938 ne divenne podestà. Sperperò una  notevole cifra guadagnata nelle tante partite a causa delle sue generosità e ingenuità. La sua morte avvenne in tragiche circostanze poiché fu condannato per collaborazionismo essendo tradito dalla consorte, che fece la delatrice dicendo dove si nascondeva quindì finì la sua esistenza nella galera di Susa. Nel 2008 il consiglio comunale del suo paese natale gli dedicò una piazza ma la deputazione subalpina di storia patria contestò trasmettendo il parere alla competente prefettura che ha inoltrato la segnalazione al municipio.